# فورنبو
فورنبو (به لاتین: Fornebu) یک منطقهٔ مسکونی در نروژ است که در بروم، نروژ واقع شده‌است.